# Bulls Gap
Bulls Gap is een plaats (town) in de Amerikaanse staat Tennessee, en valt bestuurlijk gezien onder Hawkins County.

## Demografie
Bij de volkstelling in 2000 werd het aantal inwoners vastgesteld op 714.
In 2006 is het aantal inwoners door het United States Census Bureau geschat op 736, een stijging van 22 (3,1%).

## Geografie
Volgens het United States Census Bureau beslaat de plaats een oppervlakte van
3,2 km², geheel bestaande uit land. Bulls Gap ligt op ongeveer 363 m boven zeeniveau.

## Plaatsen in de nabije omgeving
De onderstaande figuur toont nabijgelegen plaatsen in een straal van 28 km rond Bulls Gap.